# Javier Rey
Javier Rey (Noia, La Corunya; 25 de febrer de 1980) és un actor gallec conegut per la seva participació en sèries com Hispania, la leyenda o Velvet, a més d'interpretar a l'històric narcotraficant Sito Miñanco en la sèrie d'Antena 3 Fariña.

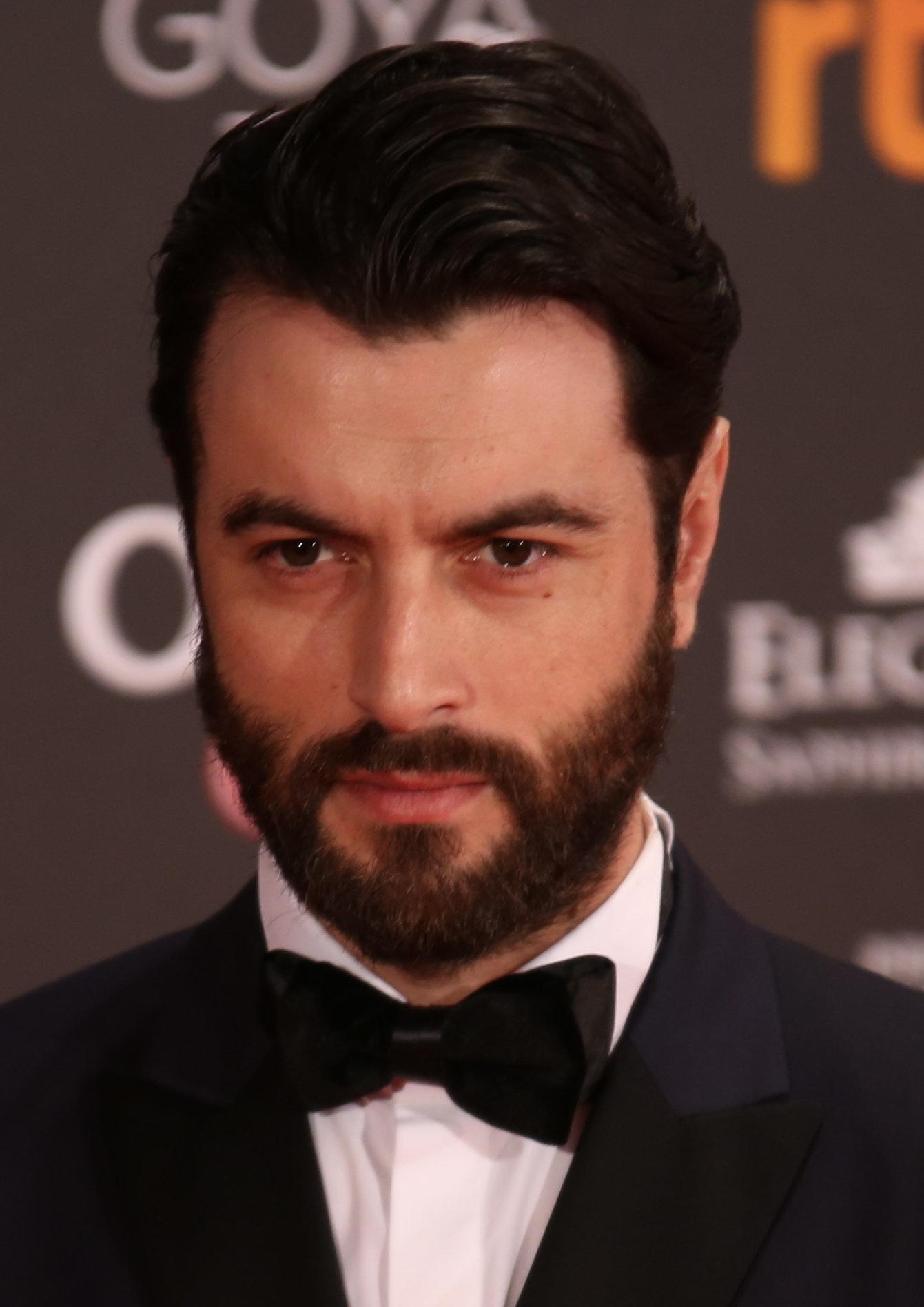

Després de mantenir una relació de 15 anys amb l'actriu Iris Díaz, amb qui va tenir un fill el 2018, des de gener de 2020 manté un relació amb l'actriu Blanca Suárez.

## Filmografia

### Televisió
| Any            | Títol                     | Personatge                         | Cadena    | Datos       |
| -------------- | ------------------------- | ---------------------------------- | --------- | ----------- |
| 2005           | Al filo de la ley         |                                    | TVE       | 1 episodi   |
| 2007           | Valderrei                 | Rafa                               | TVG       | 86 episodis |
| 2007           | Amar en tiempos revueltos | Sancho                             | TVE       | 3 episodis  |
| 2008           | Impares                   | Esteban Carrer                     | Antena 3  | 3 episodis  |
| 2008           | Hola, ¿qué tal?           | Lucas                              | TVE       | 1 episodi   |
| 2009           | Marisol, la película      | Carlos Goyanes                     | Antena 3  | Miniserie   |
| 2009           | La chica de ayer          | José Cristóbal Mateo "Cris"        | Antena 3  | 8 episodis  |
| 2009           | La que se avecina         | Manuel                             | Telecinco | 1 episodi   |
| 2010 - 2012    | Hispania, la leyenda      | Alejo de Urso                      | Antena 3  | 19 episodis |
| 2011           | Operación Malaya          | Miguel Ángel Torres                | TVE       | TV Movie    |
| 2012 - 2013    | Bandolera                 | Raúl Delgado                       | Antena 3  | 99 episodis |
| 2012 - 2014    | Isabel                    | Diego López Pacheco y Portocarrero | TVE       | 11 episodis |
| 2014 - 2016    | Velvet                    | Mateo Ruiz Lagasca                 | Antena 3  | 54 episodis |
| 2016           | Lo que escondían sus ojos | Cristóbal Balenciaga               | Telecinco | 4 episodis  |
| 2017           | El final del camino       | Pedro de Catoira                   | TVE       | 8 episodis  |
| 2017 - 2019    | Velvet Colección          | Mateo Ruiz Lagasca                 | Movistar+ | 21 episodis |
| 2018           | Fariña                    | Sito Miñanco                       | Antena 3  | 10 episodis |
| 2019           | Hache                     | Salvador Malpica                   | Netflix   | 8 episodis  |
| 2020 - present | Mentiras                  | Xavier Vera                        | Antena 3  | 6 episodis  |
| 2024           | La última noche en Tremor |                                    |           |             |

### Llargmetratges
- 8 citas, com Pablo. Dir. Peris Romano i Rodrigo Sorogoyen (2008)
- Kiki, el amor se hace, com Javier. Dir. Paco León (2016)
- Sin fin, com Javier. Dir. Hermanos Alenda (2018)
- ¿Qué te juegas?, com Roberto Allende-Salazar. Dir. Inés de León (2018)
- El silencio de la ciudad blanca, com Kraken. Dir. Daniel Calparsoro (2019)
- El verano que vivimos, Dir. Carlos Sedes (2020)
- Orígenes secretos, com David Valentin, Dr. David Galán Galindo (2020)

### Curtmetratges
- La última secuencia, repartiment. Dir. Arturo Ruiz i Toni Bestard (2010)
- Lone-illness, com Him. Dir. Virginia Llera (2011)
- La tercera historia, com Óscar. Dir. Amanda Rolo (2012)
- Inertial love, repartiment. Dir. César Esteban Alenda i José Esteban Alenda (2013)
- Not the end, com David. Dir. César Esteban Alenda i José Esteban Alenda (2014)

### Teatre
- Ubú rey, com Capitán Bordure. Dir. Alfred Jarry. Cía. Éteatro (2001)
- Exercicios de amor ... Polo teatro, com Ramón y Agamenón. Cía. Éteatro (2002)
- Concerto, com Dos. Dir. Manuel Lourenzo. Cía. Éteatro (2002)
- Matanza, com Cerdo. Dir. Roberto Salgueiro. Cía. Escama Teatro (2003)
- Estación de Juego, com Trípode. Dir. A. Jornet, M. Alcantud, E. Díaz i J. Sánchez. Cía. Cuarta Pared (2005)
- Los miércoles no existen, com César. Dir. Peris Romano. Cía. Produccionesoff (2013-2015)

## Premis i nominacions
Premis Platino
| Any  | Categoria                                               | Pel·lícula/Sèrie | Resultat |
| ---- | ------------------------------------------------------- | ---------------- | -------- |
| 2019 | Millor interpretació masculina en minisèrie o teleserie | Fariña           | Pendent  |

Premis Feroz
| Any  | Categoria                      | Sèrie  | Resultat  |
| ---- | ------------------------------ | ------ | --------- |
| 2019 | Millor interpretació masculina | Fariña | Guanyador |

Premis Iris
| Any  | Categoria                      | Sèrie  | Resultat  |
| ---- | ------------------------------ | ------ | --------- |
| 2018 | Millor interpretació masculina | Fariña | Guanyador |

Premis Mestre Mateo
| Any  | Categoria                                   | Pel·lícula/Sèrie    | Resultat |
| ---- | ------------------------------------------- | ------------------- | -------- |
| 2017 | Millor interpretació masculina protagonista | El final del camino | Nominat  |

Festival de Màlaga
| Any  | Categoria                        | Pel·lícula | Resultat |
| ---- | -------------------------------- | ---------- | -------- |
| 2018 | Biznaga de Plata al millor actor | Sin fin    | Ganador  |

### Altres premis
- Premi al millor actor de curtmetratge per Not The End en els premis Mostra Curtas Noia (2015)
- Nominació a la millor actuació revelació pel seu personatge Mateo Ruiz en Velvet, als Premis Paramount. (2016)
- Nominació al premi del jurat Orbayu al millor actor per El alquiler a la XI edició del Festival Europeu de Curtmetratges Villamayor de cinema (2018)[3]
- Premi Chico cosmo 2018
- Actor del segle XXI concedit pel festival de Medina del campo
- Premi millor actor de televisió als Fotogramas de Plata 2018[4]